# LSV Minerva
De Leidse Studenten Vereniging Minerva (ook wel L.S.V. Minerva of Minerva) is een traditionele gemengde Leidse studentenvereniging.

## Karakteristieken
De L.S.V. Minerva is op 1 januari 1974 ontstaan na een fusie op 26 september 1973 tussen het Leidsch Studenten Corps (1839) en de Vereeniging van Vrouwelijke Studenten te Leiden (1900). De leden van de vereniging komen bijeen op Sociëteit 'Minerva'.
Gedurende het studiejaar vinden er op de sociëteit (en daarbuiten) verscheidene evenementen plaats, georganiseerd door Minerva of een van haar substructuren. Daarnaast is er voor leden en reünisten eens in de vijf jaar een lustrumfeest.
Minerva is voorzitter en medeoprichter van de Algemene Senaten Vergadering, waarin alle landelijk erkende corpora verenigd zijn.
In 2020 had Minerva circa 2400 leden.

## Geschiedenis
De Leidse Studenten Vereniging Minerva is tot stand gekomen na een fusie op 1 januari 1974 tussen het Leidsch Studenten Corps 'Virtus Concordia Fides' en de Vereeniging voor Vrouwelijke Studenten te Leiden. De directe aanleiding tot de oprichting van het Leidsch Studenten Corps op 1 maart 1839 was een schandaal rond de ontgroening (het 'Kraakmanincident') in het jaar daarvoor.

### Leidsch Studenten Corps 'Virtus Concordia Fides'

#### Groensenaten

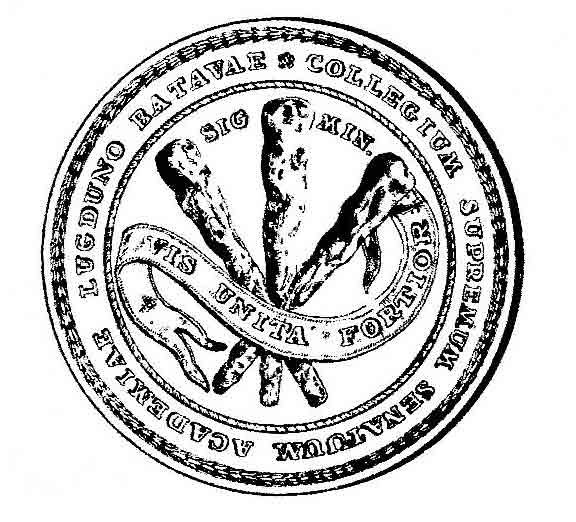
CSSALB

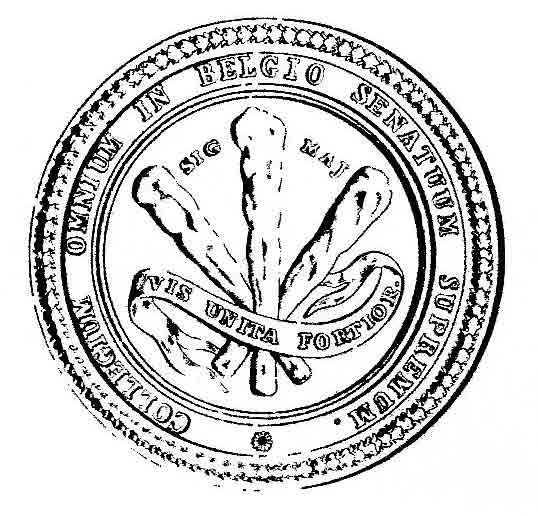
COiBSS

In Leiden waren vanaf eind 18e eeuw meerdere zogenaamde groensenaten actief, waarvan de belangrijkste drie waren verenigd onder toezicht van een overkoepelend bestuur: een collegium. Dit collegium verdeelde de nieuwe studenten onder de drie aangesloten groensenaten. Het eerste collegium was opgericht in 1799 en tooide zichzelf met de titel Collegium in Academia Lugduno Batava Supremum  ('CALBS' vertaald uit Latijn: het hoogste college aan de academie van Leiden), het 1e collegium. In 1815 trad de tot dan toe afzijdige senaat Vis Unita Fortior (Latijn: vereende kracht maakt sterker) toe tot het collegium in plaats van het in 1802 ter ziele gegane Duce Minerva en het Collegium ging zichzelf aanduiden met het Collegium Omnium in Belgio Senatuum supremum ('COiBSS' of 2e collegium) en heeft zichzelf inmiddels de zinspreuk van de toegetreden senaat aangemeten: Vis unita fortior. Dit collegium is sterk aristocratisch van afkomst en is bij het overgrote deel van de Leidse studenten niet geliefd.

#### Faculteiten

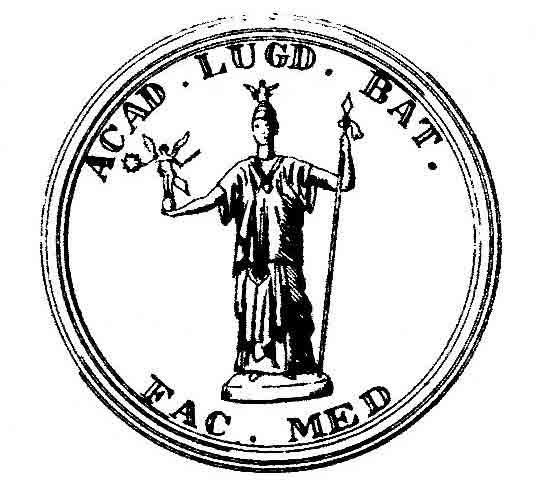
Fac. Med.

De meerderheid van de studenten vond in de voorzitters van de vijf faculteitsverenigingen een orgaan dat hen vertegenwoordigde. De toenemende betekenis van de studentenfaculteiten werd duidelijk in 1818. In het eerste artikel van de toen afgekondigde Studentenwetten werd bepaald dat bij de aanvang van het academiejaar bij iedere faculteit een voorzitter gekozen moest worden. Aanvankelijk belegden deze nog in opdracht van het Collegium Omnium de faculteitsvergaderingen, maar in de loop der tijd gingen de faculteitsvoorzitters deze op eigen gezag beleggen, waarmee ze de basis legden voor een sterke oppositie tegen het Collegium Omnium. In de twintig jaar volgend op 1818 groeien de tegenstellingen tussen de aristocraten rond het collegium (senaatspartij) en de "faculteitsstudenten" of oppositie. Behalve door een verschil in levensstijl werden deze twee groepen ook gescheiden door verschillende opvattingen over de groentijd. Terwijl de aristocraten een zware groentijd voorstonden wilde de oppositie de groentijd verlichten of zelfs opheffen.

#### Oppositie

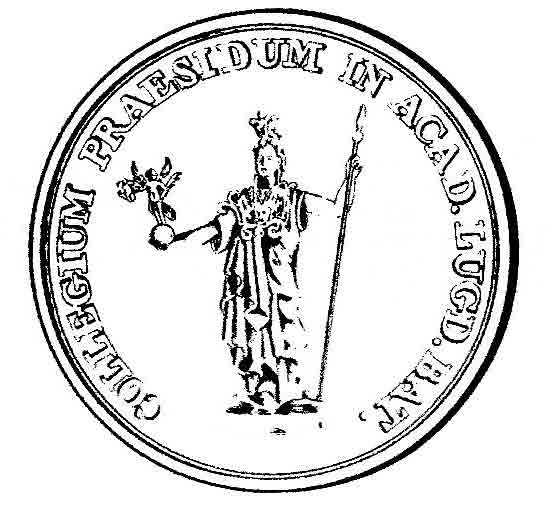
CP

In 1834 sloten de vijf faculteitspraesidia zich aaneen tot het Collegium Praesidum, ook wel aangeduid als het 3e collegium ('CP'). Dit collegium voerde oppositie tegen het aristocratische collegium van 1799. Dit Collegium Praesidium nam het initiatief tot hervorming. In 1839 leidde onenigheid over ontgroeningspraktijken (het Kraakmanincident) tot een fatale scheuring in de Leidse studentengemeenschap. Het Collegium Praesidium gaf de aanzet tot de oprichting van een nieuw collegium: het Collegium Civitatis Academicae Lugduno-Batavae Supremum (vertaald uit Latijn: het hoogste college van de academieburgers te Leiden; ook wel aangeduid als het 4e collegium (CCALBS)).

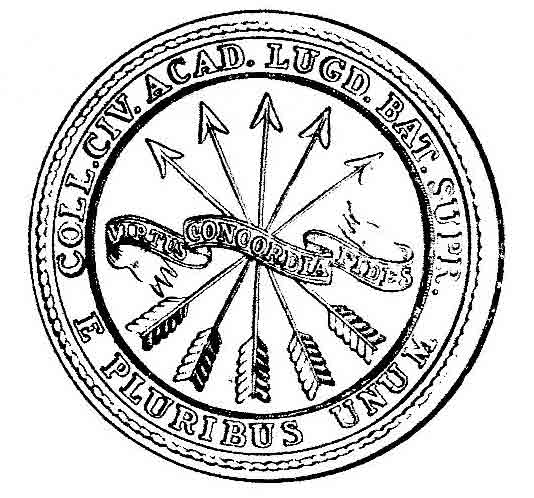
CCALBS

Het CP werd integraal opgenomen in dit nieuwe collegium. Dit collegium is opgericht naast het in 1799 gevormde CALBS (het 1e collegium dat zich in 1815 had omgedoopt tot COiBSS). Tevergeefs hadden de oprichters van het CCALBS aangeboden met het COiBSS samen te werken en zelfs het COiBSS op te nemen in dit nieuwe collegium. Het COiBSS wees dit echter resoluut van de hand. De oprichting van het Collegium Civitatis Academicae Lugduno-Batavae Supremum op 1 maart 1839 wordt aangehouden als de oprichtingsdatum van het Leidsch Studenten Corps, onder de zinspreuk Virtus Concordia Fides (vertaald uit het Latijn: Moed, eendracht en trouw). Het Leids Corpswapen - een bundel van vijf pijlen - symboliseert de verbondenheid van de studenten van alle (toen vijf) faculteiten. En voorts om uiting te geven aan de achtergrond en de eenheid tooit het Collegium zelve zich met de spreuk E pluribus unum. Van eenheid was echter nog geen sprake.

#### Tweespalt

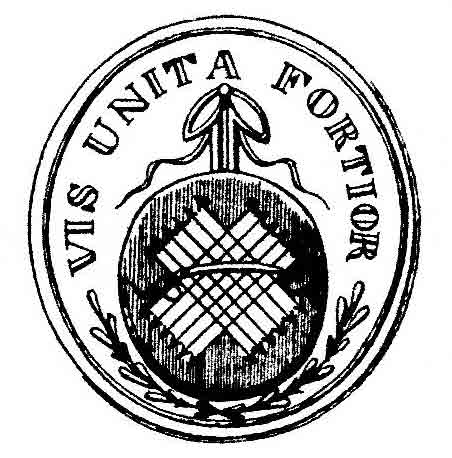
VUF

Als reactie op de oprichting van het Leidsch Studenten Corps door het CCALBS, besluit het COiBSS, de senaten en andere gezelschappen (zoals Non Sordent in Undis en Sempre Crescendo) zich te verzetten tegen het CCALBS, een concurrerend Leidsch Studenten Corps op te richten onder de zinspreuk van het oude COiBSS: Vis Unita Fortior ('V.U.F.'). Omdat sociëteit Minerva door het CCALBS was aangewezen als de sociëteit van haar Corps, waren de aristocraten van V.U.F. genoodzaakt naar een ander onderkomen uit te zien. Als gevolg hiervan werd door V.U.F. naast sociëteit Minerva op het Rapenburg een nieuwe sociëteit Mutua Fides (vertaald uit het Latijn: Wederzijds Vertrouwen) opgericht in het pand 'De Twee Kolommen' aan de Breestraat, waar voor 1837 Sociëteit Minerva zelf gevestigd was geweest. Ook gaf V.U.F. een eigen almanak uit (van 1840-1844) en concurreerde het met het CCALBS om nieuwe eerstejaarsstudenten. Ondertussen schafte het CCALBS de groentijd af, iets dat op hoon van V.U.F. kon rekenen.

#### Eendracht

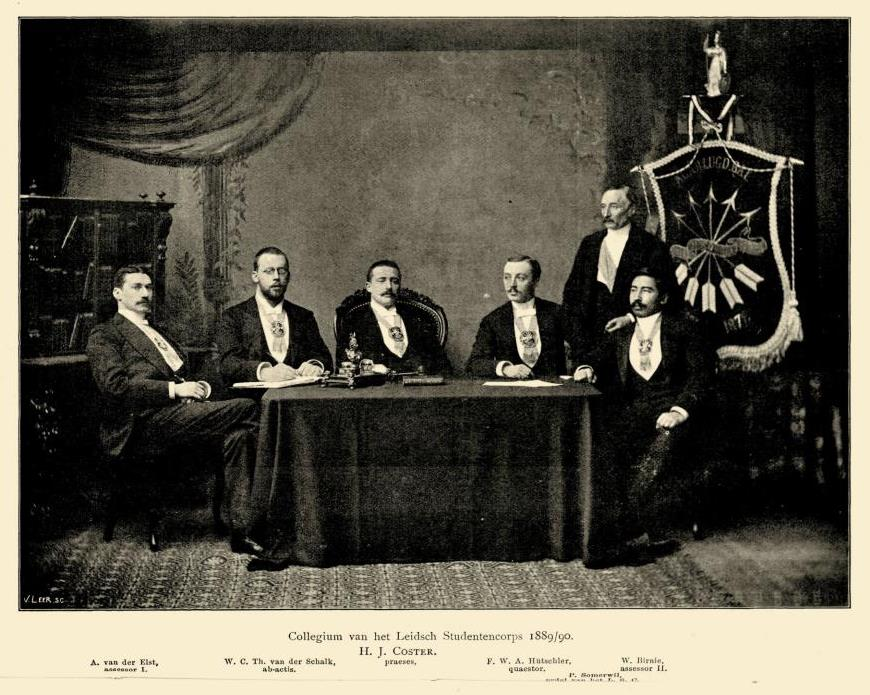
Collegium LSC 1889-1890

Pas in 1846 werd het pleit beslecht in het nadeel van het Corps dat voortkwam uit het oude COiBSS Vis Unita Fortior uit 1799; de meerderheid van de nieuwe studenten meldden zich aan bij het CCALBS. De aanwas voor V.U.F. was minimaal en droogde zelfs helemaal op en - omdat studenten nu eenmaal eens afstuderen en de stad verlaten `stierf´ V.U.F. vanzelf uit. V.U.F. hield op 11 mei 1846 op te bestaan en pas toen werd daadwerkelijk de eendracht onder de studenten in Leiden bereikt. Ook sociëteit Mutua Fides te Leiden werd opgedoekt. Pas toen waren feitelijk alle Leidse studenten onder één collegium verenigd en kwamen bijeen op dezelfde sociëteit: Minerva.

### Vereeniging van Vrouwelijke Studenten te Leiden

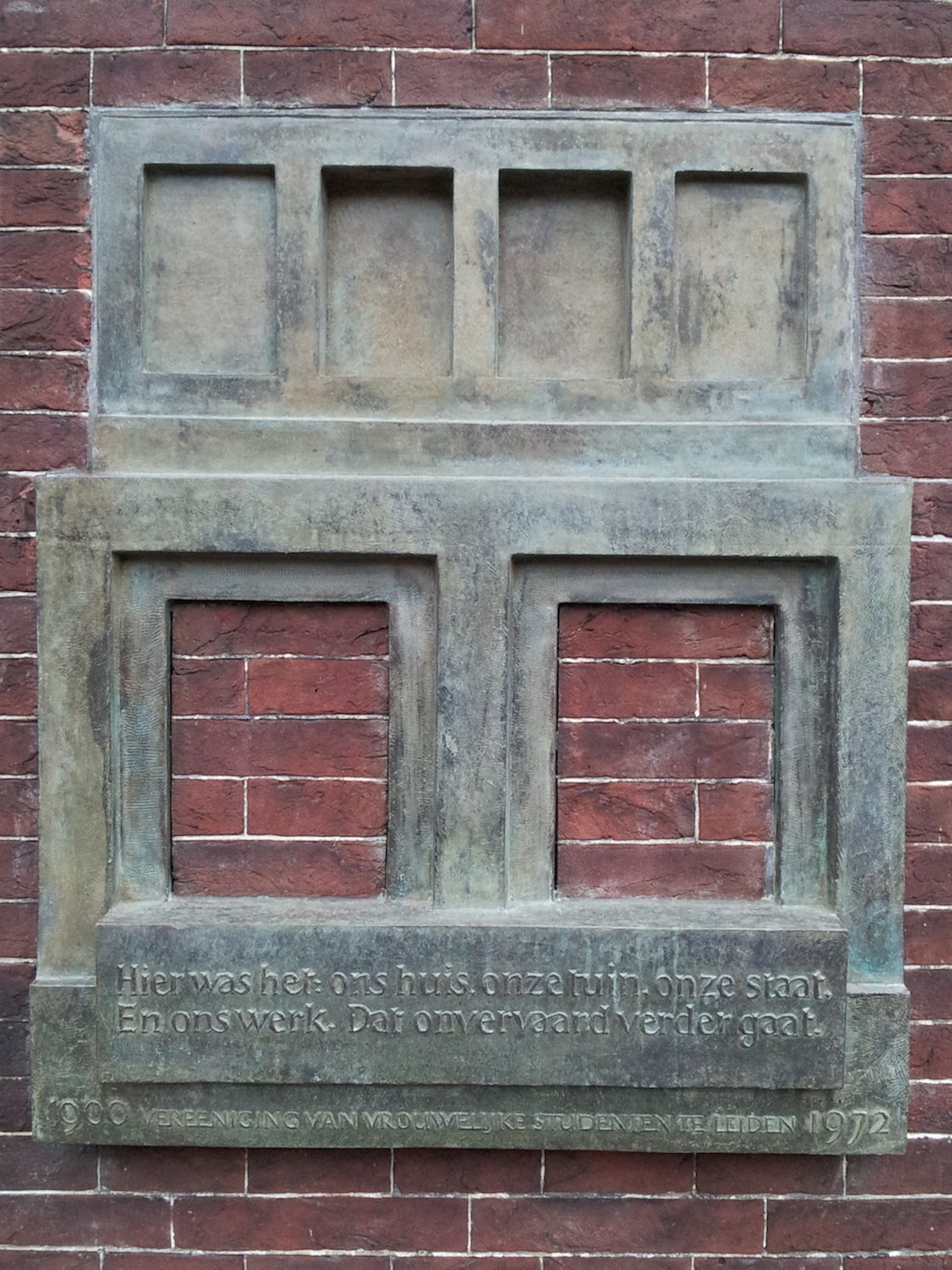
Plaquette van de VVSL op Rapenburg 65

In 1878 verscheen te Leiden de eerste vrouwelijke studente aan de academiepoort: Maria Slothouwer. Het aantal vrouwelijke studenten nam langzaam maar zeker toe. De vrouwelijke studenten zochten aansluiting bij het Leidsch Studenten Corps, maar het corpslidmaatschap werd niet opengesteld voor dames. Hierop besloten de dames naar Gronings voorbeeld zelf een studentenvereniging voor vrouwen op te richten: de Vereeniging van Vrouwelijke Studenten te Leiden (VVSL), opgericht op 27 januari 1900. In 1928 nam de VVSL het gebouw op Rapenburg 65 in gebruik en vestigde aldaar haar clubgebouw. De VVSL was lid van de Bond van Vrouwelijke Studenten Vereenigingen (BVSV).
Dat de dames goed bevriend waren met en zelfs de vrouwelijke pendant konden worden genoemd van het Leidsch Studenten Corps werd wel duidelijk in 1960 toen de VVSL de leden van het Leidsch Studenten Corps opvingen nadat Sociëteit Minerva door brand was verwoest. De geschiedenis van de VVSL werd voortgezet in Minerva door de fusie met het Leidsch Studenten Corps en de daaropvolgende opheffing van de VVSL in 1973.

### Sociëteit Minerva

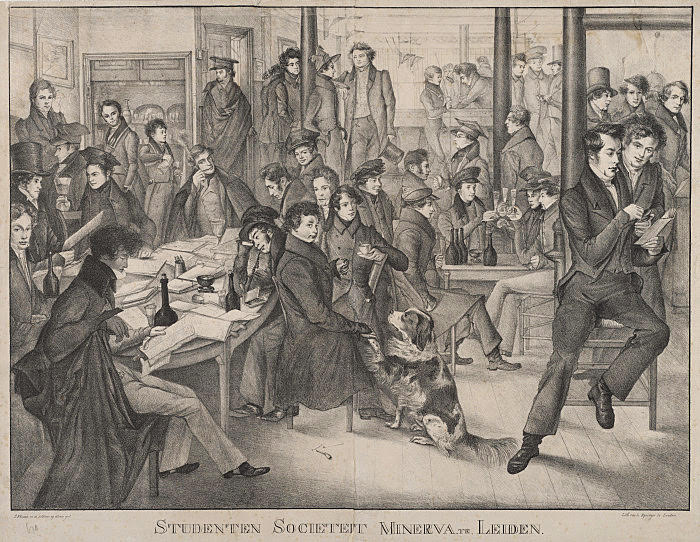
Studenten Sociëteit Minerva ± 1830. Geheel rechts, achter de man op de stoel (Willem Veder) staat Van de Linde met snuifdoos in de hand. Geheel links met hoge hoed: Aart Veder.

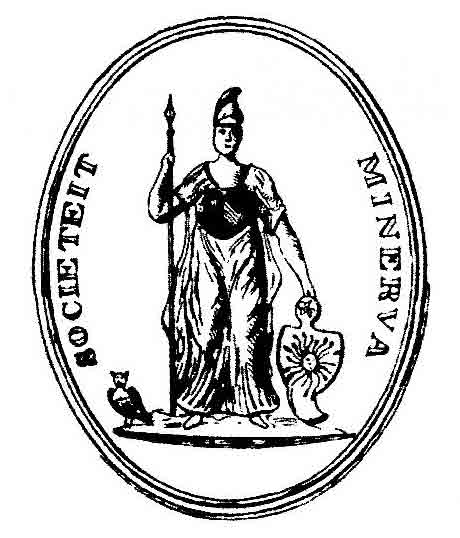
Soc. Minerva

De Leidse Studenten Vereniging Minerva is vernoemd naar studentensociëteit Minerva die op haar beurt weer is vernoemd naar de Romeinse godin van de wijsheid Minerva. De geschiedenis van sociëteit Minerva begint volgens de Vereeniging Sociëteit Minerva zelf al in 1814 als boven de kroeg ‘De Twee Kolommen’ (Breestraat 121) een kamer wordt gehuurd en uitgebaat als studentensociëteit. De ontstaansgeschiedenis van Minerva is echter niet onomstreden. Met name het jaar 1814 als jaar van oprichting, wordt betwist.
Pas sinds 1936 wordt als jaar van oprichting van sociëteit Minerva het jaar 1814 genoemd. In de Leidsch Studenten Almanakken werd namelijk tot en met 1935 nog het jaar 1819 als jaar van oprichting voor Minerva vermeld. Vanaf 1936 werd ineens 1814 genoemd. Zo vierde Minerva in 1934 nog het 23e lustrum (geteld vanaf 1819 dus) maar al in 1939 haar 25e (ineens geteld vanaf 1814)! De oorzaak hiervan is gelegen in de publicatie van het boekje Schets eener Geschiedenis der Studentensociëteit 'Minerva'  geschreven door Minerva reünist M.A. Beelaerts van Blokland in 1936. In dit boekje wordt voor het eerst in de geschiedenis van Minerva gerept van het oprichtingsjaar 1814.
De bron die Beelaerts aanhaalt voor het jaar 1814 is een passage uit een boek van Johannes Kneppelhout alias Klikspaan. In dit boek getiteld Studentenschetsen staat: Te voren was er geene bepaalde Studenten-Sociëteit; de Leidsche burgers en de Studenten hadden er gezamenlijk eene bij Hogenstraten op de Breedestraat (waar nu juffrouw Charldorp woont). In 1814 is de eerste Studenten-Sociëteit Minerva opgerigt bij Van den Heuvel in de twee Kolommen. Deze is gedissolveerd in 1818, wanneer eenige oud-leden eene nieuwe opgerigt hebben, welke nu nog bestaat. De gezamenlijke sociëteit ‘bij Hogenstraten’ waar Klikspaan hier aan refereert, heette 'Amicitia' en lag aan Breestraat 300, nu 113. Hierbij dient nog opgemerkt te worden dat Beelaerts in zijn boekje de laatste zin van Klikspaan, over de ontbinding van het eerste Minerva, heeft weggelaten. Ook zegt Beelaerts in zijn Woord Vooraf nog "de volgende bladzijden hebben geen pretentie, willen den lezer geen volmaakte geschiedenis of volmaakt tijdbeeld geven".
In 2014 heeft Vereniging 'Sociëteit Minerva' het boek "Minerva voor het leven" uitgegeven. In hoofdstuk 1 van dit lustrumboek is aan de geschiedenis van Minerva bijzondere aandacht geschonken. In dit hoofdstuk voert de schrijver een verslag van een vergadering gehouden op 22 juni 1814 door het Collegium Supremum Senatuum Academiae Lugduno Batavae op, als de bron waarin voor het eerst gerept zou worden van het bestaan van studentensociëteit Minerva, als ware het de ‘smoking gun’, het bewijs voor het jaartal 1814. De notulen vermelden het volgende:
Daarop zoude de Praeses de Vergadering gesloten hebben, bij aldien Zijn Edele niet nodig gevonden had de leden ergens over te onderhouden. De Harmonie, dit waren zijne woorden, die tot nu toe altijd tusschen de Senaten bestaan had, meende hij, was op het punt van verbroken te worden – bijzondere gevallen speciaal van het oprigten van eene Sociëteit voorgevallen hadden aanleiding tot zijne reflectie gegeven. Daar dit geval nu bijzonder den Hn. De Roock, Ab-act. Amic., en Brouwer, Promotor, betrof, besloot men, zoo de Rector op de Senaat zijne redenen niet voldoende bevond, hem voor het C.S. tegen dingsdag den 28sten Juny te citeren, waarop de volgende Vergadering na het sluiten der tegenwoordige geadjourneerd is.
Kort gezegd vermeldt dit verslag dat het aristocratische collegium (zie ook hierboven onder het kopje Groensenaten e.v.) dat, voordat de praeses van het collegium de vergadering sloot, hij opmerkte dat de eenheid die altijd tussen de verschillende bij het collegium aangesloten senaten had gegolden, bedreigd werd door de oprichting van een sociëteit (let wel: een sociëteit, verder niet met naam genoemd) waarbij nota bene twee heren uit een senaat aangesloten bij het collegium zelf, betrokken bleken te zijn. Het onderwerp zou op een volgende vergadering die vastgesteld was op dinsdag 28 juni 1814, verder aan de orde kunnen worden gesteld en de betrokkene(n) ter verantwoording geroepen.
Hoewel deze notulen op zich opmerkelijk zijn, wordt hierin niet gerept van een studentensociëteit zonder meer maar een sociëteit, die dus misschien ook toegankelijk was voor de burgerij. Daarenboven wordt in de notulen ook niet genoemd welke sociëteit het betreft. Er wordt immers geen naam genoemd, noch wordt op andere wijze duidelijk om welke sociëteit het gaat. In de periode 1800 – 1845 hebben er te Leiden meerdere (studenten-)sociëteiten bestaan, soms gelijktijdig en naast elkaar (zie bijvoorbeeld ook hieronder sociëteit Mutua Fides). Volgens de schrijvers van het boek "Minerva voor het leven" echter zou vast staan dat dit de eerste vermelding van de Leidse studentensociëteit ‘Minerva’ is.
Zij vullen deze conclusie aan met het citaat uit het hierboven al aangehaalde boek van Klikspaan. Klikspaan, zo schrijven zij, had het voor wat betreft het jaar van oprichting in 1814 volledig bij het juiste eind, maar moet hij zich ten aanzien van het opheffen (dissolveren) van het eerste Minerva, wel hebben vergist. Dat zou als volgt zijn gebeurd.
Zoals hierboven beschreven bestonden er in Leiden meerdere groensenaten. Na een heftige ruzie tussen enkele van deze senaten en het Genootschap Concordia werd er in 1818 een ‘Commissie ter Handhaving en Regeling der Belangens en Regten van de Leydsche Academieburgers’ opgericht. Uit hun werkzaamheden volgden op 16 november 1818 de ‘Wetten voor het Corps Studenten aan de Leydsche Hoogeschool’. Hieruit volgde verbroedering tussen de verschillende senaten, ter ere waarvan de studenten een feest organiseerden in de stadsschouwburg. Een lokale krant deed van dit feest verslag en maakte daarbij melding van ‘de beide sociëteiten der heeren Studenten’. Er bestonden dus in november 1818 twee studentensociëteiten te Leiden. De schrijvers van het boek "Minerva voor het leven" concluderen hierop dat dus ook Concordia zijn eigen sociëteit had. De schrijvers redeneren voorts dat, omdat dit genootschap in 1818 bij het tekenen van de aangenomen wetten zijn bestaansrecht had verloren, de sociëteit ervan dan dus ook op moet zijn gegaan in de in 1814 opgerichte sociëteit in de Twee Kolommen. Klikspaan – zo menen de schrijvers – moet zich dus wel hebben vergist ten aanzien van welke sociëteit is opgeheven.
Het is opmerkelijk dat enerzijds de schrijvers het boek van Kneppelhout grote waarde toedichten en zij ten aanzien van het andere deel van Klikspaan menen dat hij zich vergist heeft, en het niet Minerva was dat werd opgeheven en opnieuw opgericht, maar een niet nader door Klikspaan genoemde sociëteit. Niet duidelijk is echter welke sociëteit de leden van Genootschap Concordia frequenteerden. Misschien was het wel sociëteit Minerva. Een andere mogelijkheid is dat de beide sociëteiten inderdaad zijn opgeheven, waarna er in 1819 een nieuwe sociëteit Minerva is opgericht door oud-leden van Minerva, zoals Klikspaan schreef.

#### Verhuizingen

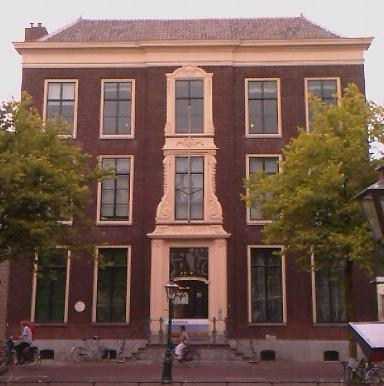
Het Sieboldhuis

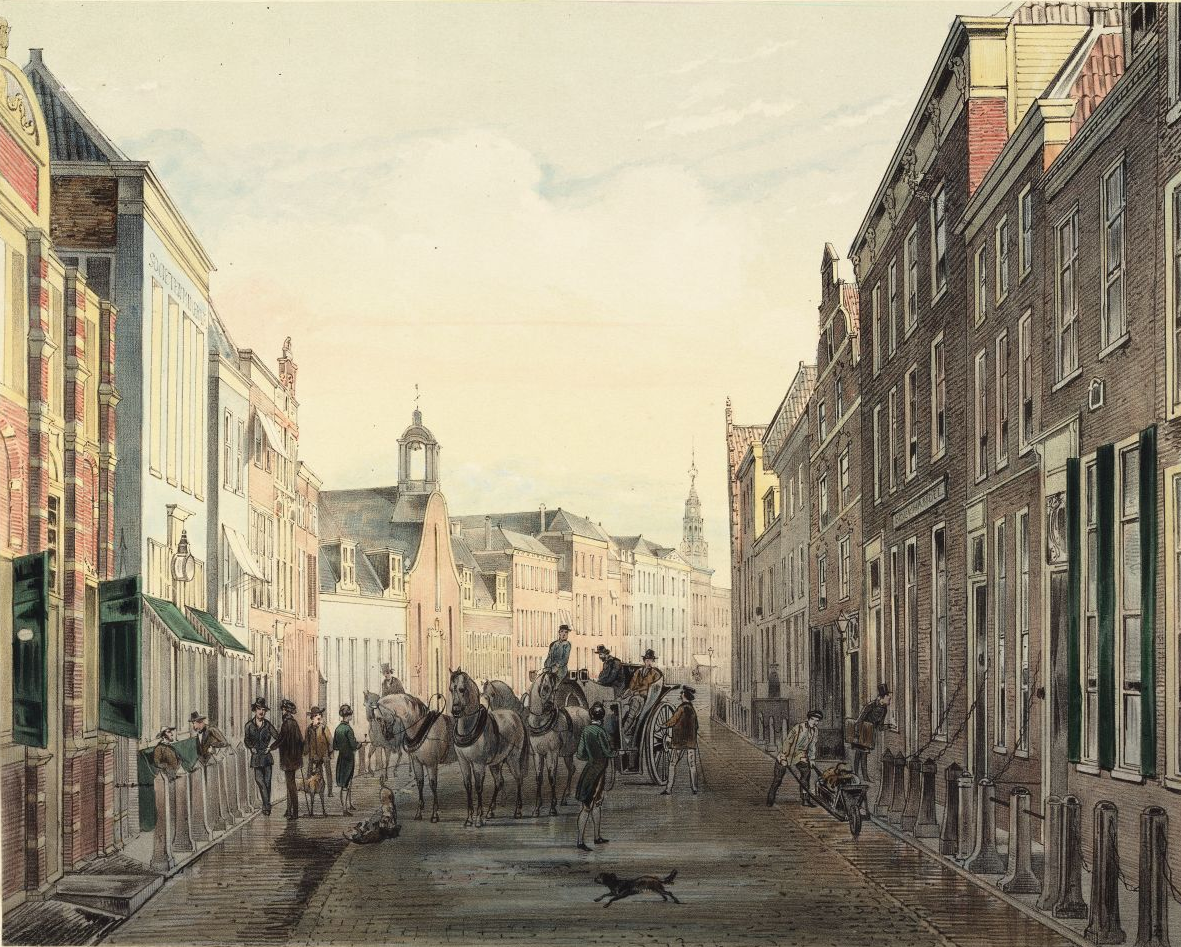
Breestraat bij sociëteit Minerva (circa 1850)

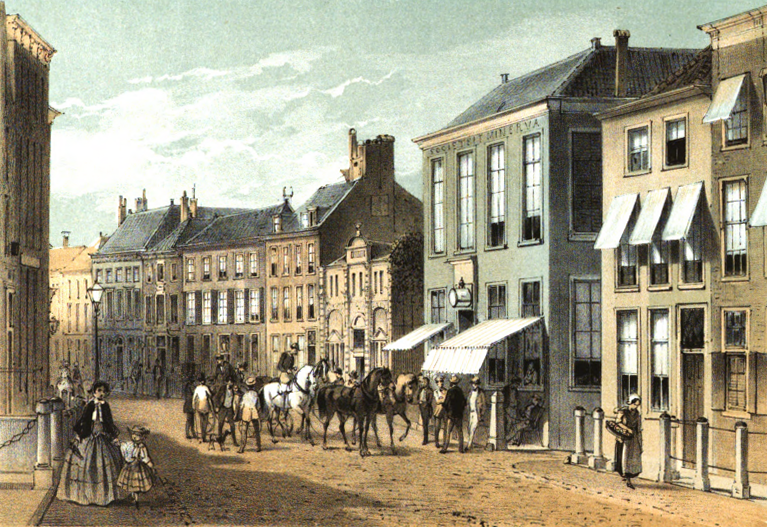
Studentensociëteit Minerva 1859

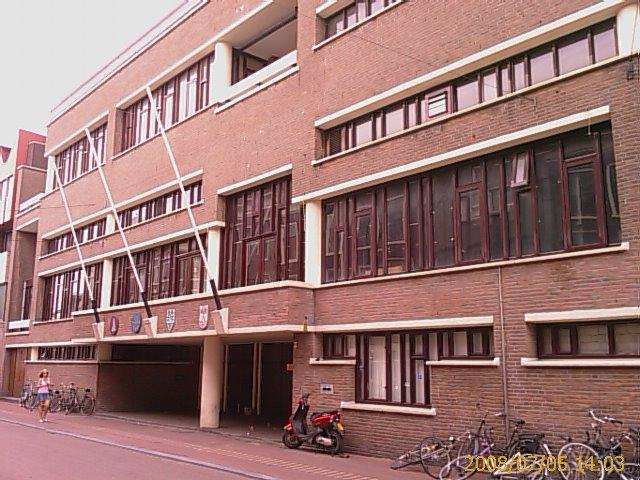
Sociëteit Minerva anno 2008

In 1837 besloten de commissarissen te verhuizen: de begane grond en de tuin van het huis van Von Siebold op het Rapenburg nummer 19 werd gehuurd. In 1844 verhuisde Sociëteit Minerva opnieuw, ditmaal naar de huidige locatie op Breestraat 50. In 1874 besloot men de grond aan te kopen en zelf een nieuw gebouw neer te zetten, dat op 14 juni 1875 werd geopend. Na een brand op 3 december 1959 werd in 1961 besloten een modern gebouw voor de sociëteit te bouwen, waarvan de eerste paal op 2 april 1963 werd geslagen. Het nieuwe gebouw werd op 8 januari 1965 geopend. In 2000 werd het door J.C.W. Boks, W. Eijkelenboom en A. Middelhoek ontworpen pand als exponent van het brutalisme op de gemeentelijke monumentenlijst geplaatst.

#### Vereniging Sociëteit Minerva
Vereniging 'Sociëteit Minerva' (VSM) was aanvankelijk bij de sociëteit betrokken als huurder waarbij een kastelein de uitbater was, vanaf 1874 als eigenaar en uitbater en vanaf 1973 als eigenaar en verhuurder.
Er moet hierbij nog iets opgemerkt worden over de verhouding tussen de VSM en het Leidsch Studenten Corps in de eerste helft van de 19e eeuw. Op p. 26-27 van Schets eener Geschiedenis der Studentensociëteit 'Minerva' (Leiden, 1936) gaat M.A. Beelaerts van Blokland hier nader op in.
Voor 1839 was binnen de Leidse studentengemeenschap (ook wel aangeduid met 'corps'), al dan niet in verschillende verenigingen met elkaar verbonden, Sociëteit Minerva al snel een der belangrijkere lichamen geworden. Nieuwaangekomen studenten mochten gedurende twee maanden op de sociëteit geïntroduceerd en voorgehangen worden, waarna een strenge ballotage plaatsvond. Om lid te kunnen worden van Minerva moest men in bezit zijn van een bul van het bovengenoemde Collegium Omnium in Belgio Senatuum Supremum. In 1839, in de strijd tussen het Collegium Omnium en het Collegium Civitatis Aacedemicae Lugduno Batave Supremum rond de oprichting van het Leidsch Studenten Corps door het Collegium Civitatis, besluit de VSM in de vergadering van 22 april 1839 het Collegium Omnio in te ruilen en zich voortaan te richten op en te binden aan het Leidsch Studenten Corps en voortaan geen andere leden meer aan te nemen dan diegenen die lid zijn van het door het Collegium Civitatis Acedemicae Lugduno Batave Supremum opgerichte studentencorps. Dit besluit is van definitieve invloed op het karakter van de Sociëteit Minerva geweest. Van een gezelschap in de Leidse studentengemeenschap wordt zij vanaf 1839 tot de meest tastbare en intensieve vorm van het Leidse corpsleven.
Na de fusie van het Leidsch Studenten Corps (LSC) en de Vereeniging van Vrouwelijke Studenten te Leiden (VVSL) tot de Leidse Studenten Vereniging Minerva (Minerva) in 1973 werden Minerva en de VSM in elkaar geschoven, waarbij beide verenigingen naast elkaar bleven bestaan en het bestuur van de VSM wordt opgedragen aan Minerva. Het gebouw van de VVSL (Rapenburg 65) werd verkocht. Van de opbrengst werd het Fonds Rapenburg 65 ingesteld, dat sinds 2015 wordt beheerd door een College van Regenten. Dit fonds mag alleen voor bijzondere projecten ten goede van Minerva of de VSM worden aangewend.
Vermeld zij, dat artikel 1.6.2.a. van de Statuten van de VSM nog steeds de bepaling omvat dat gewone leden van de VSM zijn zij die conform haar statuten lid zijn geworden van Minerva. Medio 1983 werden Minerva en VSM weer gesplitst. De VSM kreeg daarbij een bestuur bestaande uit leden en reünisten.

#### 21ste eeuw
In het studiejaar 2005/2006 raakte de vereniging in opspraak toen er binnen een tijdsbestek van zes maanden tijd vier geweldsincidenten en een aanranding plaatsvonden. De vereniging trof hierop interne maatregelen.
In september 2012 werd op last van de Leidse burgemeester Henri Lenferink de sociëteit voor een periode van twee weken gesloten vanwege een incident: door afgestoken vuurwerk was er een kleine binnenbrand uitgebroken, waarna er moest worden ontruimd. Hoewel Minerva de achtergrond begreep, wekte de sluiting toch weerstand op. Toenmalig praeses Van Ham: 'Het is enorm balen, we worden behoorlijk getroffen door de sluiting. Zonder ook maar te willen vergelijken, maar de laatste keer dat we dicht moesten, was van de Duitsers' Sindsdien is er het nodige verbeterd op het gebied van brandveiligheid. Zo kwamen er extra nooduitgangen en werd vuurwerk afsteken in het gebouw verboden. Dit waren doeltreffende maatregelen. In de periode tijdens en na de sluiting is er hard gewerkt aan het geëiste veiligheidsplan. Het plan kreeg echter zo’n goede basis dat het idee ontstond het veiligheidsplan te gebruiken als blauwdruk. Het veiligheidsplan van Minerva is naar aanleiding hiervan gedeeld met een aantal andere grote studentenverenigingen in Leiden. In de maanden die volgden stelden ALSV Quintus, LVVS Augustinus, KSRV Njord, SSR Leiden, ALSRV Asopos, VSL Catena en ALSZV De Blauwe Schuit een eigen veiligheidsplan op, gebaseerd op het plan van Minerva.
Op vrijdag 26 september 2013 is er een convenant getekend op het stadhuis tussen de verenigingen en burgemeester, brandweer, politie en universiteit.

## Interne structuur
Sinds 1994 vormen het bestuur van Minerva (het Collegium Civitates Academicae Lugduno-Batavae Supremum ) en het bestuur van Sociëteit 'Minerva' (de Commissie) samen één Bestuursgang onder leiding van de Praeses Collegii.
Het verenigingsleven vindt hoofdzakelijk plaats op de eigen sociëteit. Ieder studiejaar vormen de nieuwe Minerva-leden een aantal naar sekse gescheiden jaarclubs van ieder gemiddeld twintig vrouwen of mannen. De jaarclub vormt de basis voor de activiteiten op sociëteit en binnen Minerva. Naast de horizontale structuur van een jaarclub, kent Minerva ook een verticale structuur, de zogenaamde verbanden. In deze verticale structuren zitten jaarclubs uit verschillende jaren.
De vereniging telt verschillende onderverenigingen die zich richten op een bepaalde bezigheid, sport of onderwerp, waaronder het muziekgezelschap Sempre Crescendo, de studentenweerbaarheid Pro Patria en roeivereniging Njord.
Naast deze onderverenigingen zijn er meerdere (vak-)disputen, sportverenigingen en hobbygezelschappen, zoals de Leidsche Studenten Cricket- en Voetbalvereeniging en het Leidsch Studenten Rugby Gezelschap.
Minerva kent voorts nog de streekgezelschappen, waarin mensen afkomstig uit verschillende streken, plaatsen of provincies verenigd zijn, een voortvloeisel uit de vroegere collegia nationalia. Het oudste streekgezelschap is Non Sordent in Undis, dat zelfs ouder is dan Minerva zelf.
Ten slotte zijn er meer dan 150 corpshuizen waar leden van Minerva wonen, gemengd (vrouwen en mannen) en ongemengd (alleen vrouwen of alleen mannen).

### Archief

Groote Zaal van de Sociëteit Minerva (Breestraat 50, Leiden) van het toenmalige L.S.C. was in 1928 ingericht als biljartzaal.

De archieven van Minerva, het Leidsch Studenten Corps, de Vereniging van Vrouwelijke Studenten te Leiden, de Vereniging Sociëteit Minerva en alle subverenigingen, disputen en gezelschappen werden in 1983 overgedragen aan de Stichting Archief Leids Studentenleven (SALS). Het deel tot 1973 ligt opgeslagen in het Regionaal Archief in Leiden. De maskeradepakken liggen opgeslagen in het Toneelmuseum in Amsterdam en andere stukken bevinden zich in het Leids Prentenkabinet. De Commissie voor het Archief en het Museum van de SALS houdt zich bezig met het deel van het archief dat zich bevindt in de archiefruimte op Sociëteit Minerva.

## Bekende leden
Leden van de Nederlandse koninklijke familie en andere vorstelijke huizen:
Koningin Beatrix - Koningin Juliana - Koning Willem-Alexander - Prins Constantijn - Prins Floris - Prinses Margriet - Pieter van Vollenhoven - Alexander der Nederlanden - Prinses Aimée - Prinses Astrid van België - Sultan Hamengkoeboewono IX van Jogjakarta - Willem van Oranje-Nassau (1840-1879)
Overige leden:

Gijs van Aardenne -
Pierre Louis d'Aulnis de Bourouill -
Yoeri Albrecht -
Hans van Baalen -
Joris Backer -
Pieter Herman Bakker Schut -
Floris Bakels -
Robbert Baruch -
Leonard Blussé -
Achraf Bouali -
Huibert Boumeester-
Annelien Bredenoord-
Jan Breman -
Nina Brink -
Theo Brinkel -
Laurens Jan Brinkhorst -
Ankie Broekers-Knol -
Philippe Brood -
Carolijn Brouwer -
Conrad Busken Huet -
Charlene de Carvalho-Heineken -
Rudolph Pabus Cleveringa -
Dolf Cohen -
Pieter Cort van der Linden -
Herman Coster -
Pieter Helbert Damsté -
Joris Demmink -
Sam Dunlop -
Kees Dutilh -
Kees Droogleever Fortuyn -
Heleen Dupuis -
Kees van Eendenburg -
Irene Eijs -
Cees Fasseur -
Jaap Fischer -
Anne Flierman -
Adriaan Fokker -
Hans Franken -
Robert Fruin (historicus) -
Molly Geertsema -
Gerben-Jan Gerbrandy -
Ida Gerhardt -
Floris Gerts -
Willem Gevers -
Cees Goekoop -
Oscar Hammerstein -
Karel Hardeman -
Natacha Harlequin -
François Haverschmidt -
Erik Hazelhoff Roelfzema -
Jérôme Heldring -
Jan Hoekema -
Wopke Hoekstra -
Noor Holsboer -
Jaap de Hoop Scheffer -
Mariska Hulscher -
Alexandra van Huffelen -
Adriaan Jaeggi -
Ernst de Jonge -
Marien de Jonge -
Tine Joustra -
Jan Kalff -
Wanda de Kanter-Koppenol -
Annelien Kappeyne van de Coppello -
Eric Ketelaar -
Eelco van Kleffens -
Rudolf de Korte -
Chris Krediet -
Kees Kousemaker -
A.W. Kist -
Floor Kist -
Chris van der Klaauw -
Marius Klumperbeek -
Manuel Kneepkens -
Klikspaan -
Rudolf de Korte -
Benk Korthals -
Frits Korthals Altes -
Rik Kuethe -
Jef Last -
Kees van Lede -
Ruurd Leegstra -
Ingrid Leijten -
Lisanne Lejeune -
Jacob van Lennep -
J.L. van Ligten -
Hendrik Lorentz - Thomas van Luyn -
Cornald Maas -
George Maduro -
Michiel Meurs -
Pauline Meurs -
Edgar Michiels van Verduynen -
Walter Middelberg -
Frank Moerman -
Michiel Mol -
Victor Muller -
Alexander Münninghoff -
Hans Nieuwenhuis -
Eppo van Nispen tot Sevenaer -
Nelleke Noordervliet -
Jim van Notten -
Hendrik Offerhaus -
Ivo Opstelten -
Marielle Paul -
Alexander Pechtold -
J.J. Peereboom -
Mariko Peters -
Herman Philipse -
Suzanne Plesman -
Jaap Polak (jurist) -
K.L. Poll -
Huib du Pon -
Gerrit Johan ter Poorten -
Marnix van Rij -
Onno te Rijdt -
Alexander Rinnooy Kan -
Annie Romein-Verschoor -
Jon van Rood -
Toon de Ruiter -
Herman Schaper-
J.M.W. Scheltema -
Rutger Schimmelpenninck -
De Schoolmeester -
Jaap Schouten -
Melanie Schultz van Haegen -
Kees Schuyt -
Ype Stelma -
Ard van der Steur -
Max van der Stoel -
Bram van der Stok -
Olaf Stuger -
Carel Struycken -
Teun Struycken -
Morris Tabaksblat -
Joost Taverne -
Ben Telders -
Ockje Tellegen -
Erica Terpstra -
Emile den Tex -
Herman Tjeenk Willink -
Jacobine Veenhoven -
Onno van Veldhuizen -
Maxime Verhagen -
Paul Verhoeven (regisseur) -
Alexander Ver Huell -
Willemijn Verloop -
Paul van Vliet -
Charles van der Voort -
Gijs de Vries -
Nicolien van Vroonhoven-Kok -
Henk Wamsteker -
Hans van Walsem -
Franc Weerwind -
Bas van Werven -
Nout Wellink -
Herman Bernard Wiardi Beckman -
Jan-Kees Wiebenga -
Flip Winckel -
Pieter Winsemius -
Eckart Wintzen -
Guido van Woerkom -
Michiel Zonnevylle -
Sophie Zijlstra -
Willem Zijlstra -
Guus Zoutendijk -
Ruben van Zwieten.